# Johann Pierschke
Johann Pierschke (* 24. Dezember 1899 in Alt Schalkowitz, Kreis Oppeln; † 14. August 1944 in Brandenburg-Görden) war ein kommunistischer Widerstandskämpfer gegen das Naziregime.

## Leben
Johann Pierschke entstammte einer Arbeiterfamilie. Nach dem Besuch der Volksschule erlernte er den Beruf des Maschinenschlossers und wurde Lokomotivführer. Seit 1925 war er Mitglied der Kommunistischen Partei Deutschlands (KPD) und des Rotfrontkämpferbundes, zudem engagierte er sich im „Kampfbund gegen den Faschismus“. Von 1930 bis 1934 war er arbeitslos. Seit 1933 beteiligte er sich an der illegalen Arbeit seiner Partei im Unterbezirk Nordring. Dabei verbreitete er die Zeitung „Der Rote Hammer“. Ende Dezember 1935 wurde er verhaftet und wurde in einem Gerichtsverfahren am 11. Juli 1936 zu 18 Monaten Gefängnis verurteilt. Nach Verbüßung dieser Strafe wurde er am 4. August 1937 von der Gestapo in das KZ Sachsenhausen deportiert, aus dem er aber am 20. April wieder 1939 entlassen wurde. Unbeirrt setzte seine Arbeit gegen das Nazi-Regime fort. In der Apparatebaufirma Erich Poscharsky in der Stallschreiberstraße 8 a baute er eine illegale Betriebszelle auf. Pierschke unterhielt auch Verbindungen zu Robert Uhrig, dem Kopf des kommunistischen Widerstands in Berlin 1940.
Am 26. März 1942 wurde er erneut verhaftet und kam zunächst nach Sachsenhausen, aber wurde dann am 21. Juni 1944 vom Volksgerichtshof im Prozess gegen Uhrig u. a. wegen „Vorbereitung zum Hochverrat und Feindbegünstigung“ zum Tode verurteilt. Pierschke wurde am 14. August 1944 in Brandenburg-Görden hingerichtet.

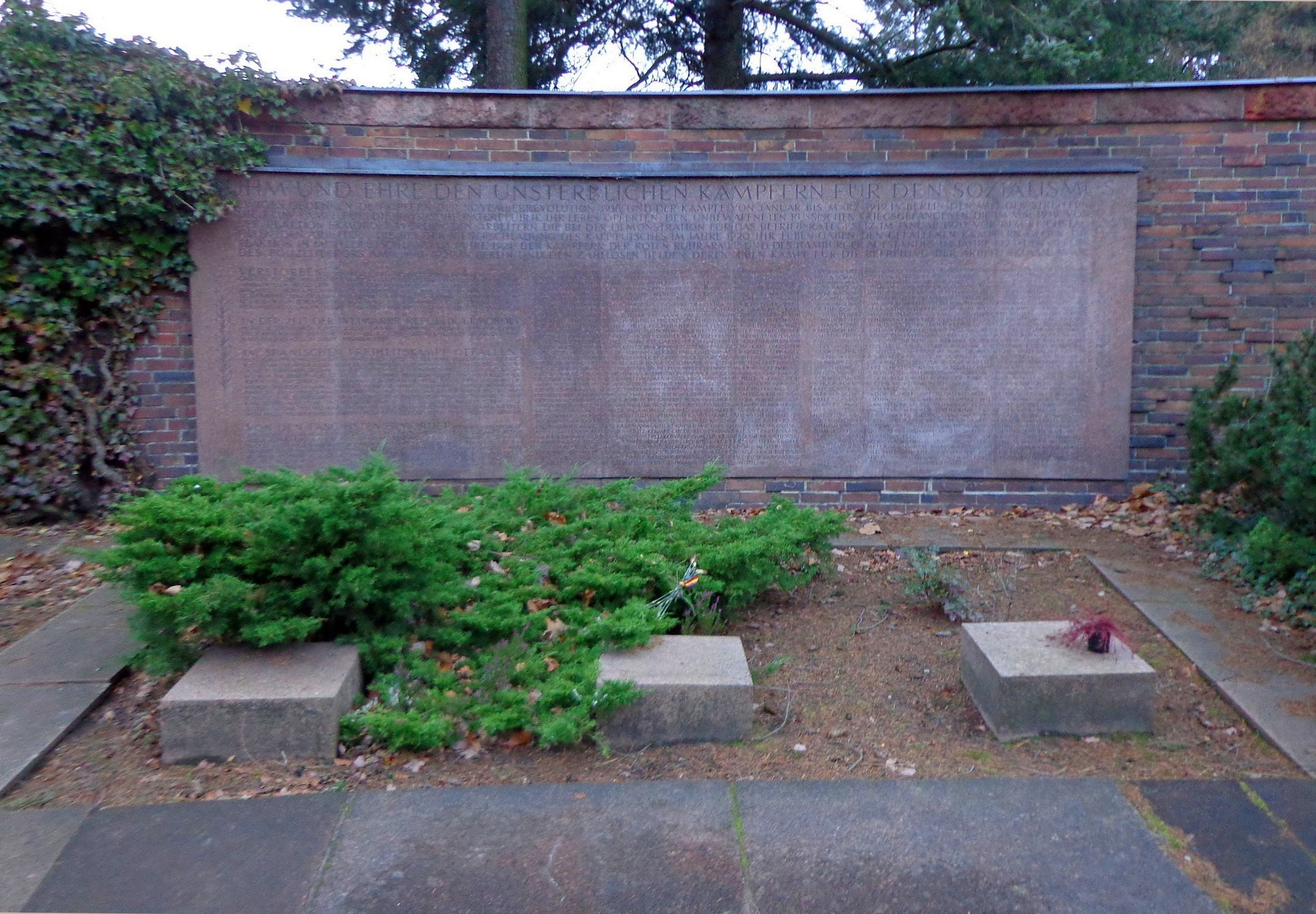
Gedenkstätte der Sozialisten, Porphyr-Gedenktafel an der Ringmauer mit Urnensammelgrab

Nach der Hinrichtung wurde sein Leichnam im Krematorium Brandenburg verbrannt. Im Jahr 1946 wurden zahlreiche Urnen mit der Asche von in der Zeit des Nationalsozialismus hingerichteten Widerstandskämpfern aus den damaligen Berliner Bezirken Lichtenberg, Kreuzberg und Prenzlauer Berg auf den Zentralfriedhof Friedrichsfelde überführt, von denen besonders viele im Zuchthaus Brandenburg-Görden enthauptet worden waren. Ihre sterblichen Überreste fanden schließlich in der 1951 eingeweihten Gedenkstätte der Sozialisten (Urnensammelgrab bei der großen Porphyr-Gedenktafel auf der rechten Seite der Ringmauer) ihren endgültigen Platz. Neben Johann Pierschke erhielten auf diese Weise auch viele andere Widerstandskämpfer eine würdige Grabstätte und einen Gedenkort.
Am 2. Februar 1940 heiratete er Marga Stiebert, mit der er zwei Kinder bekam.